# 780 v.Chr.
Het jaar 780 v.Chr. is een jaartal volgens de christelijke jaartelling.

## Gebeurtenissen

### China
- De eerste historische zonsverduistering wordt in de Zhou-dynastie op schrift gesteld.

### Babylonië
- Koning Marduk-apla-usur begint zijn heerschappij over de vazalstaat Babylon.

### Assyrië
- Koning Salmanasser IV wordt in zijn macht beperkt door generaal Shamshi-Ilu.
- Salmanasser IV verliest het oppergezag over het rijk, door nederlagen tegen Urartu.